# Rätans revir
Rätans revir var ett skogsförvaltningsområde som tillhörde Mellersta Norrlands överjägmästardistrikt och omfattade av Jämtlands län socknarna Berg, Åsarne, Rätan, Klövsjö, Vemdalen, Lillhärdal, Sveg, Älvros, Överhogdal och Ytterhogdal samt Ängersjö kapellförsamling med undantag av kronoparkerna Voxna och Stensjö. Reviret var indelat i fyra bevakningstrakter. Arealen var vid 1911 års slut 27 942 hektar, varav 15 kronoparker om totalt 17 040 hektar.